# Хванг І-Хсюань
Хванг І-Хсюань (нар. 21 вересня 1988) — колишня тайванська тенісистка.
Найвищу одиночну позицію світового рейтингу — 266 місце досягла 11 лютого 2008, парну — 137 місце — 23 березня 2009 року.
Здобула 10 парних титулів туру ITF.
Завершила кар'єру 2015 року.

## Фінали ITF

### Одиночний розряд (0–6)
| Легенда          |
| ---------------- |
| турніри $100,000 |
| турніри $75,000  |
| турніри $50,000  |
| турніри $25,000  |
| турніри $10,000  |

| Фінали за покриттям |
| ------------------- |
| Тверде (0–6)        |
| Ґрунт (0–0)         |
| Трава (0–0)         |
| Килим (0–0)         |

| Результат | Ранг | Дата             | Турнір                              | Покриття | Суперниця        | Рахунок     |
| --------- | ---- | ---------------- | ----------------------------------- | -------- | ---------------- | ----------- |
| Поразка   | 1.   | 2 жовтня 2005    | ITF Балікпапан, Індонезія           | Тверде   | Сюй Веньсінь     | 3–6, 6–7(4) |
| Поразка   | 2.   | 12 червня 2006   | ITF Інчхон, Південна Корея          | Тверде   | Чжань Цзіньвей   | 1–6, 4–6    |
| Поразка   | 3.   | 5 листопада 2007 | ITF Порт-Пірі, Австралія            | Тверде   | Моніка Нікулеску | 1–6, 2–6    |
| Поразка   | 4.   | 31 серпня 2008   | ITF Сайтама, Японія                 | Тверде   | Сатіе Ісідзу     | 1–6, 2–6    |
| Поразка   | 5.   | 15 березня 2009  | ITF North Shore City, Нова Зеландія | Тверде   | Чжан Лін         | 1–6, 0–6    |
| Поразка   | 6.   | 15 червня 2009   | ITF Паттая, Таїланд                 | Тверде   | Аю Фані Дамаянті | 6–7(3), 4–6 |

### Парний розряд (10–9)
| Легенда          |
| ---------------- |
| турніри $100,000 |
| турніри $75,000  |
| турніри $50,000  |
| турніри $25,000  |
| турніри $10,000  |

| Фінали за покриттям |
| ------------------- |
| Тверде (6–4)        |
| Ґрунт (2–2)         |
| Трава (0–0)         |
| Килим (2–3)         |

| Результат | Ранг | Дата              | Турнір                    | Покриття  | Партнерка             | Суперниці                                | Рахунок             |
| --------- | ---- | ----------------- | ------------------------- | --------- | --------------------- | ---------------------------------------- | ------------------- |
| Перемога  | 1.   | 4 травня 2003     | ITF Джакарта, Індонезія   | Ґрунт     | Чжуан Цзяжун          | Санді Гумуля Септі Менде                 | 6–4, 6–3            |
| Поразка   | 1.   | 17 серпня 2003    | ITF Коломбо, Шрі-Ланка    | Ґрунт     | Варанья Віджуксанабун | Рушмі Чакравартхі Сай Джаялакшмі Джаярам | 0–6, 0–6            |
| Поразка   | 2.   | 4 грудня 2004     | ITF Бангкок, Таїланд      | Тверде    | Нудніда Луангам       | Акгуль Аманмурадова Напапорн Тонгсалі    | 4–6, 4–6            |
| Поразка   | 3.   | 11 вересня 2005   | ITF Пекін, КНР            | Тверде    | Латіша Чжань          | Макі Арай Kim So-jung                    | 4–6, 0–6            |
| Поразка   | 4.   | 2 жовтня 2005     | ITF Балікпапан, Індонезія | Ґрунт     | Сюй Веньсінь          | Чень Ї Као Шао-юань                      | 3–6, 5–7            |
| Перемога  | 2.   | 13 лютого 2007    | ITF Мельбурн, Австралія   | Ґрунт     | Лі Є Ра               | Нацумі Хамамура Моріта Аюмі              | 6–2, 6–1            |
| Поразка   | 5.   | 21 березня 2008   | ITF Сорренто, Австралія   | Тверде    | Чжан Кайчжень         | Монік Адамчак Мелані Саут                | 2–6, 4–6            |
| Перемога  | 3.   | 18 травня 2008    | ITF Куруме, Японія        | Килим     | Чжан Кайчжень         | Еріка Сема Сема Юріка                    | 6–3, 2–6, [10–6]    |
| Поразка   | 6.   | 31 травня 2008    | ITF Ґумма, Японія         | Килим     | Чжан Кайчжень         | Сема Еріка Сема Юріка                    | 3–6, 6–2, [7–10]    |
| Перемога  | 4.   | 31 серпня 2008    | ITF Сайтама, Японія       | Тверде    | Сюй Веньсінь          | Айрі Хаґімото Іноуе Майко                | 6–4, 6–3            |
| Перемога  | 5.   | 6 вересня 2008    | ITF Цукуба, Японія        | Тверде    | Чжань Цзіньвей        | Макі Арай Сема Юріка                     | 6–0, 6–4            |
| Поразка   | 7.   | 26 жовтня 2008    | ITF Тайбей, Тайвань       | Килим (i) | Сюй Веньсінь          | Чжуан Цзяжун Сє Шувей                    | 3–6, 3–6            |
| Перемога  | 6.   | 15 листопада 2008 | ITF Пуне, Індія           | Тверде    | Чжан Кайчжень         | Елора Дабіжа Бояна Йовановські           | 5–7, 6–2, [10–7]    |
| Поразка   | 8.   | 24 листопада 2008 | ITF Перт, Австралія       | Тверде    | Джейд Кертіс          | Алексіс Праусіс Робін Стівенсон          | 6–7(3), 6–7(4)      |
| Перемога  | 7.   | 22 грудня 2008    | ITF Делі, Індія           | Тверде    | Чжан Лін              | Емілі Веблі-Сміт Меган Мултон-Леві       | 6–3, 7–6(4)         |
| Перемога  | 8.   | 15 червня 2009    | ITF Паттая, Таїланд       | Тверде    | Жуань Дінфей          | Аю Фані Дамаянті Лавінія Тананта         | 6–4, 6–2            |
| Перемога  | 9.   | 21 серпня 2009    | ITF Пінго, КНР            | Тверде    | Чжань Цзиньвей        | Лу Цзінцзін Сунь Шеннань                 | 3–6, 7–5 [10–7]     |
| Перемога  | 10.  | 13 вересня 2009   | ITF Ното, Японія          | Килим     | Сюй Веньсінь          | Хань Сіньюнь Kim So-jung                 | 6–3, 1–6, [11–9]    |
| Поразка   | 9.   | 28 вересня 2009   | ITF Хаманако, Японія      | Килим     | Яюк Басукі            | Карлі Галліксон Ніколь Кріз              | 6–4, 6–7(2), [5–10] |

## Участь у Кубку Федерації

### Одиночний розряд
| Розіграш             | Раунд                                  | Дата           | Місце           | Супротивник                                 | Покриття | Суперниця            | W/L | Рахунок       |
| -------------------- | -------------------------------------- | -------------- | --------------- | ------------------------------------------- | -------- | -------------------- | --- | ------------- |
| Кубок Федерації 2004 | Asia/Oceania Zone                      | 20 квітня 2004 | Нью-Делі, Індія | Узбекистан                                  | Тверде   | Іванна Ісраїлова     | L   | 6–4, 3–6, 5–7 |
| Кубок Федерації 2004 | Asia/Oceania Zone                      | 21 квітня 2004 | Нью-Делі, Індія | Індонезія                                   | Тверде   | Санді Гумуля         | L   | 6–2, 3–6, 2–6 |
| Кубок Федерації 2004 | Asia/Oceania Zone                      | 22 квітня 2004 | Нью-Делі, Індія | Південна Корея                              | Тверде   | Kim Jin-hee          | L   | 2–6, 0–6      |
| Кубок Федерації 2004 | Asia/Oceania Zone                      | 24 квітня 2004 | Нью-Делі, Індія | Філіппіни]                                  | Тверде   | Anna-Patricia Santos | W   | 6–3, 6–3      |
| Кубок Федерації 2009 | Зона Азії/Океанії Кубка Федерації 2009 | 4 лютого 2009  | Перт, Австралія | Таїланд                                     | Тверде   | Сучанун Віратпрасерт | L   | 6–7(3), 1–6   |
| Кубок Федерації 2009 | Зона Азії/Океанії Кубка Федерації 2009 | 5 лютого 2009  | Перт, Австралія | Південна Корея                              | Тверде   | Лі Чін А             | L   | 3–6, 6–4, 5–7 |
| Кубок Федерації 2009 | Зона Азії/Океанії Кубка Федерації 2009 | 6 лютого 2009  | Перт, Австралія | Збірна Австралії з тенісу в Кубку Федерації | Тверде   | Кейсі Деллаква       | L   | 1–6, 1–6      |
| Кубок Федерації 2009 | Зона Азії/Океанії Кубка Федерації 2009 | 7 лютого 2009  | Перт, Австралія | Індія                                       | Тверде   | Рушмі Чакравартхі    | W   | 6–2, 7–5      |

### Парний розряд
| Розіграш             | Раунд                                  | Дата           | Місце                     | Супротивник    | Покриття | Партнерка    | Суперниці                               | W/L | Рахунок              |
| -------------------- | -------------------------------------- | -------------- | ------------------------- | -------------- | -------- | ------------ | --------------------------------------- | --- | -------------------- |
| Кубок Федерації 2004 | Asia/Oceania Zone                      | 19 квітня 2004 | Нью-Делі, Індія           | Індія          | Тверде   | Ван Дінвень  | Маніша Малхотра Саня Мірза              | L   | 5–7, 1–6             |
| Кубок Федерації 2004 | Asia/Oceania Zone                      | 22 квітня 2004 | Нью-Делі, Індія           | Південна Корея | Тверде   | Ван Їдін     | Чан Кйон Мі Чо Юн Чон                   | L   | 3–6, 6–7(2)          |
| Кубок Федерації 2004 | Asia/Oceania Zone                      | 24 квітня 2004 | Нью-Делі, Індія           | Філіппіни]     | Тверде   | Ван Їдін     | Чаріна Аревало Anna-Patricia Santos     | W   | 2–6, 7–6(1), [12–10] |
| Кубок Федерації 2007 | Зона Азії/Океанії Кубка Федерації 2007 | 18 квітня 2007 | Крайстчерч, Нова Зеландія | Йорданія       | Тверде   | Сюй Веньсінь | Сахар Аль Дісі Leen Irani               | W   | 6–0, 6–0             |
| Кубок Федерації 2007 | Зона Азії/Океанії Кубка Федерації 2007 | 19 квітня 2007 | Крайстчерч, Нова Зеландія | Нова Зеландія  | Тверде   | Сюй Веньсінь | Ліенн Бейкер Даєнн Голландс             | L   | 6–4, 6–7(5), 1–6     |
| Кубок Федерації 2007 | Зона Азії/Океанії Кубка Федерації 2007 | 20 квітня 2007 | Крайстчерч, Нова Зеландія | Індія          | Тверде   | Сюй Веньсінь | Анкіта Бгамбрі Тара Ієр                 | W   | 6–4, 6–0             |
| Кубок Федерації 2007 | Зона Азії/Океанії Кубка Федерації 2007 | 21 квітня 2007 | Крайстчерч, Нова Зеландія | Таїланд        | Тверде   | Сюй Веньсінь | Монтіні Тангпхонг Нунгнадда Ваннасук    | W   | 7–6(2), 6–2          |
| Кубок Федерації 2009 | Зона Азії/Океанії Кубка Федерації 2009 | 4 лютого 2009  | Перт, Австралія           | Таїланд        | Тверде   | Чжуан Цзяжун | Ноппаван Летчівакарн Тамарін Танасугарн | L   | 1–6, 7–6(5), 1–6     |